# Per me per sempre
Per me per sempre è una canzone cantata da Eros Ramazzotti e scritta insieme a Adelio Cogliati, Claudio Guidetti che anticipa l'album Stilelibero del 2000.

## Tracce
CD Maxi
1. Per me per sempre – 3:52
2. E ancor mi chiedo – 4:22
3. Musica è (feat. Andrea Bocelli) – 9:46
4. Adesso tu (Live 2000) – 3:12

CD-Single
1. Per me per sempre – 3:52
2. E ancor mi chiedo – 4:22

## Formazione
- Eros Ramazzotti - voce
- Maurizio Fabrizio - pianoforte
- Fio Zanotti - fisarmonica

## Classifiche
| Classifica (2001) | Posizione massima |
| ----------------- | ----------------- |
| Germania          | 91                |
| Paesi Bassi       | 85                |
| Svizzera          | 69                |